# Музей-квартира Мусы Джалиля
Музей-квартира Мусы Джалиля — музей в Казани, структурное подразделение ГБУК «Национальный музей Республики Татарстан». Музей посвящён татарскому поэту, Герою Советского Союза, лауреату Ленинской премии, литературному и общественному деятелю Мусе Джалилю.
Музей-квартира находится на четвёртом этаже третьего подъезда жилого дома № 17 по улице Горького.

## Предыстория
Семья Мусы Джалиля переехала в этот дом в конце октября 1940 года. Квартира № 28 была коммунальной, поэт со своей семьёй занимал две комнаты. «Сильно облегчился его труд в Казани, когда нам дали квартиру из двух комнат», — писала вдова поэта в воспоминаниях. С началом Великой Отечественной войны 13 июля он был мобилизован в Красную Армию, второй раз из 28 квартиры его провожают после окончания курсов политработников 8 января 1942 года. «Последний мой отъезд из Казани был самым тяжёлым моментом моей жизни…» — писал М. Джалиль в письме от 12 января 1942 года. В 1943 году семья поэта покинула квартиру и переехала в Москву.

## История музея
Постановление № 311 Совета Министров ТАССР «Об организации квартиры-музея Героя Советского Союза, лауреата Ленинской премии поэта М. Джалиля» принято 18 мая 1982 года и с этого времени шли работы по реставрации квартиры, ремонту подъезда и прилегающей территории. Музей открылся 15 февраля 1983 года. «С большим волнением переступил порог музея-квартиры Джалиля. Здесь во всем — дух Мусы, память о нём», — писал современник Джалиля, писатель Афзал Шамов.
В 1991 году Исполнительным комитетом Казанского горсовета было принято решение о расширении музея-квартиры за счёт квартиры № 27 площадью 56,5 м² (квартира была освобождена от жильцов осенью 1995 года). Музей был существенно преобразован в 2007 году. После реконструкции появились новые разделы: литературно-музыкальный салон, выставочный зал (23,4 м²).

## Здание музея
Жилой дом был построен в 1940 году по проекту архитектора В. А. Дубровина для работников просвещения, культуры и искусства. Дом 4-хэтажный, кирпичный, на деревянных балках, фасадом выходит на улицы Горького и Гоголя, со дня построения не изменился. Дом является объектом культурного наследия регионального значения (Постановление Совета Министров ТАССР № 591 от 30 октября 1959 г.).

## Экспозиция музея
Музей-квартира хранит наибольшее число подлинных вещей, принадлежавших Мусе Джалилю. Экспозиция музея рассказывает о казанском периоде жизни Мусы Джалиля, трагических страницах военного времени и нелёгкой судьбе военнопленного. Авторы экспозиции — Л. Г. Валеева, Л. Г. Жигалко, Д. Б. Багаутдинова, И. З. Мингазова.
Экспозиция музея состоит из 5 разделов, из них три — мемориальные: кабинет М. Джалиля, коммунальная кухня, жилая комната; интерактивная площадка «В гостях у Мусы»; экспозиция «Поэзия. Любовь. Война».
Мемориальная часть экспозиции воссоздана по воспоминаниям вдовы поэта Амины Залиловой и его современников — поэта С. Хакима, композитора Н. Жиганова, писателя Г. Кашшафа. Здесь представлены личные вещи поэта и его семьи, предметы эпохи.
Кабинет М. Джалиля — здесь всё как при его жизни. Подлинные экспонаты подарены А. К. Залиловой — это письменный стол, купленный самим Джалилем в 1935 году, книжный шкаф, в котором хранится личная библиотека поэта. Среди мемориальных предметов также мандолина, приобретённая им в 1934 году.

## Коллекция музея
Фонды музея централизованные (ГБУК «Национальный музей Республики Татарстан»). В экспозиции — 402 ед. хр.; из них — 328 ед. основного фонда, 74 ед. — научно-вспомогательного. Из общего количества 284 — мемориальные экспонаты (наиболее значимые), среди них — библиотека (216 книг), письменный стол, книжный шкаф, мандолина, кресло, чемодан, прижизненный бюст, личные вещи и т. д.
Самые ценные экспонаты были получены в 1960-70-е годы. Вдова поэта передала в музей подлинные Моабитские тетради — две рукописные книги стихов, написанные Джалилем во время заточения в фашистской тюрьме Моабит в Берлине.

## Научная деятельность музея
Раз в два года музей проводит Джалиловские чтения. Традиция проведения Джалиловских чтений начинается с 1960-х годов. Первоначально чтения проходили в стенах Казанского университета, а после перерыва были возобновлены музеем-квартирой М. Джалиля. С 1996 года чтения проходят один раз в два года в музее-квартире и приурочены ко дню рождения поэта.

## Директора
С 1987 по 1989 год заведующий музеем И. З. Мингазова, с 1989 г. — и. о. зав. Н. Г. Фаттахова, с 1991 по май 2008 г. — Г. Р. Сакаева, с июня 2008 года по наст. время — Н. Г. Фаттахова.

## Календарные мероприятия
- 15 февраля — день рождения Мусы Джалиля
- 25 августа — день памяти Мусы Джалиля и его соратников

В феврале раз в два года проводится встреча с новыми лауреатами республиканской премии им. М. Джалиля.

## Награды
В 2003 году награждён Дипломом Министерства культуры РТ «Лучший музей года»; в 2000 году Орденом Ломоносова, учреждённым Общероссийской общественной организацией «Академия проблем безопасности, обороны и правопорядка».